# Лужицькі племена
Лужицькі племена — західнослов'янська група племен, яка разом із чеськими та лехіцькими племенами власне і творили слов'янську спільноту в центральній Європі.
До цієї групи належали такі племена:
- Лужичани,
- Лугії,
- Мільчани,
- Нішани,
- Сорби.